# Minibiotus fallax
Minibiotus fallax är en djurart som tillhör fylumet trögkrypare, och som beskrevs av Pilato, Claxton och Maria Grazia Binda 1990. Minibiotus fallax ingår i släktet Minibiotus och familjen Macrobiotidae. Inga underarter finns listade i Catalogue of Life.